# USS Deperm (ADG-10)
El USS Deperm (ADG-10) fue un buque  desmagnetizador de la Armada de los Estados Unidos, que lleva el nombre de deperm, un procedimiento para borrar el magnetismo permanente de los barcos y submarinos para camuflarlos contra los buques de detección magnética y las minas marinas enemigas. Originalmente planeado como  escolta de patrullas (PCE-883), fue puesto en gradas en 1943, botado en 1944 y recibió su primer encargo de trabajo en 1945. Posteriormente fue designada de nuevo una embarcación de desmagnetización, YDG-10, y nombrada Deperm.
Estuvo parado según el Registro Naval el 21 de febrero de 1975. El Deperm fue hundido cuando era  utilizado como blanco 22 de septiembre de 1982 en la posición 32 ° 58'0 "N 119 ° 41'0" W.